# اتوس کپیتال
اتوس کپیتال (انگلیسی: Ethos Capital) شرکت سرمایه‌گذاری آمریکایی است، که در سال ۲۰۱۹ تأسیس شد.